# Kleinbracher Straße 13 (Kleinbrach)

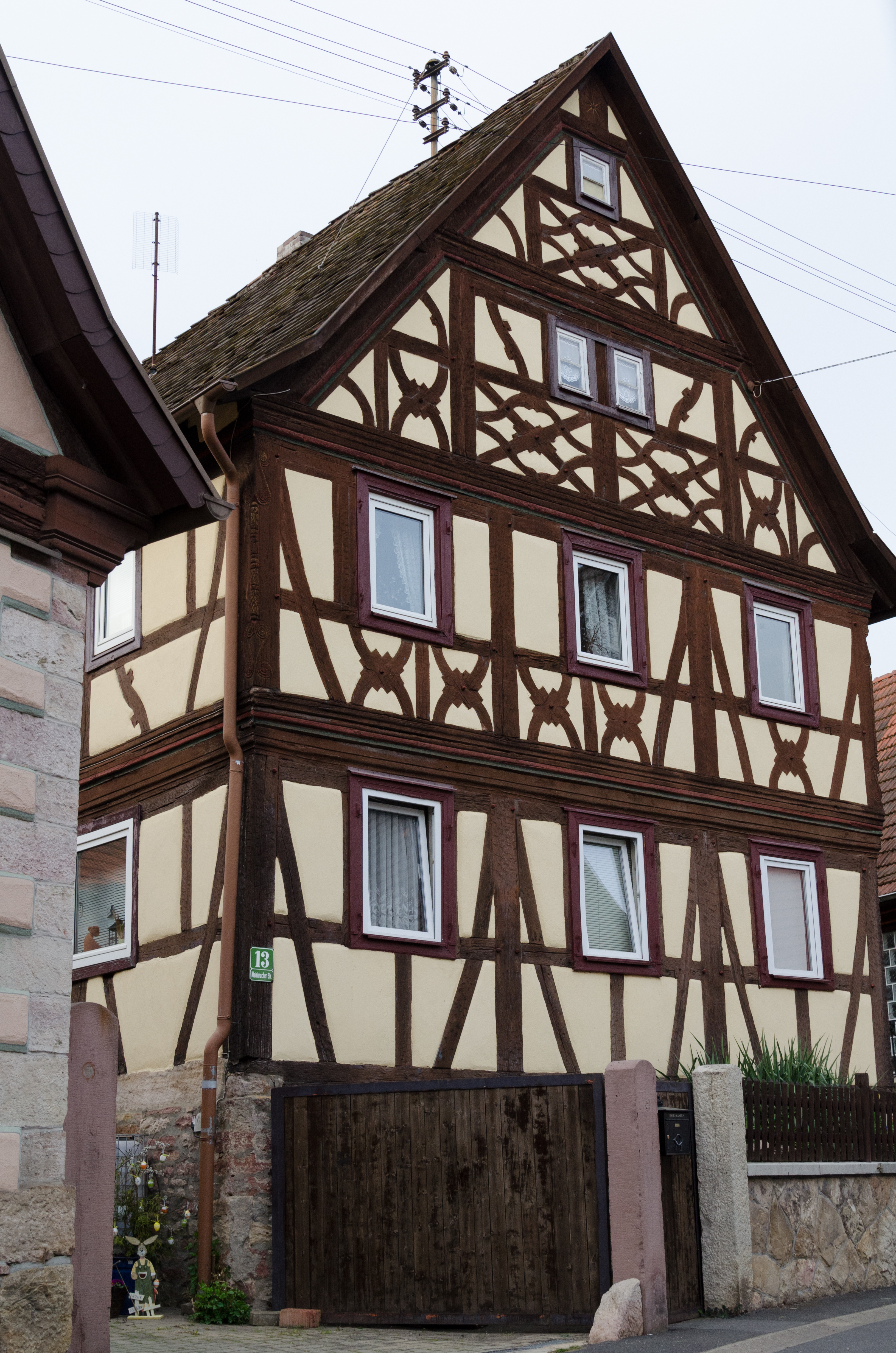
Kleinbracher Straße 13 in Bad Kissingen, Kleinbrach

Das Anwesen Kleinbracher Straße 13 in der Kleinbracher Straße in  Kleinbrach, einem Stadtteil von Bad Kissingen, der Großen Kreisstadt des unterfränkischen Landkreises Bad Kissingen, gehört zu der Bad Kissinger Baudenkmälern und ist unter der Nummer D-6-72-114-199 in der Bayerischen Denkmalliste registriert.

## Geschichte
Das ehemalige Wohnstallhaus entstand laut Bezeichnung im Jahr 1659. Es handelt sich um einen zweigeschossigen Fachwerkbau mit fränkischem Zierfachwerk, Satteldach und Hausteinsockel. Am Giebel und am Obergeschoss befindet sich Zierfachwerk.
Das fränkische Zierfachwerk findet sich in den Mannfiguren im Erdgeschoss (ohne Kopfknaggen), in den geschwungenen Andreaskreuzen in der Brüstungszone des Obergeschosses sowie in den durchkreuzten geschwungenen Rauten und genasten Bügen im Giebel.